# 青白江陳氏宗祠
青白江陳氏宗祠位於四川省成都市青白江區，文物遺址年代判定為清代。2007年6月1日公佈為四川省第七批文物保護單位。